# پایپورتا
پایپورتا (انگلیسی: Paiporta)یک شهرداری در کمارکا هورتا جنوبی در منطقه والنسیا، اسپانیا است.